# Cirque-théâtre d'Angers
Le Cirque-théâtre d'Angers, aussi appelé Théâtre national, était une salle de spectacles située Place Molière à Angers.

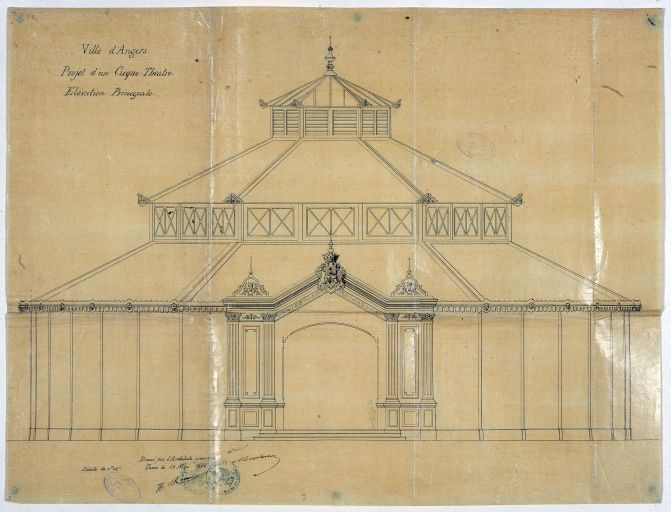
Élévation d'entrée du Cirque-Théâtre d'Angers, dessin, par H. Racine, 1866, éch. 1 : 50.

Le bâtiment, d'architecture légère, a été construit en 1866. Pour les spectacles de cirque, il pouvait accueillir 1.600 personnes autour d'une piste de 13 m. 2.000 personnes pouvaient assister aux représentations théâtrales.
Le premier janvier 1899, le cirque-théâtre est racheté par la ville.

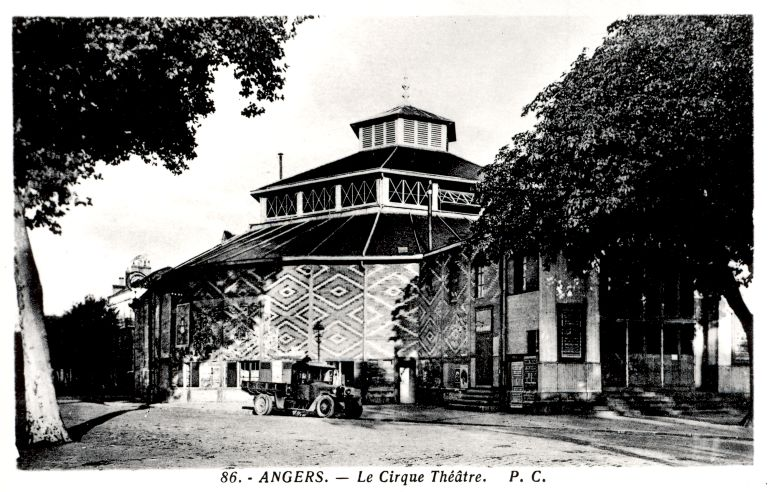
Carte postale. Cirque-Théâtre d'Angers

L'acoustique de la salle était réputée et elle accueillait beaucoup de concerts de la Société des concerts populaires.
Jacques Doriot y fait une conférence en 1941, mais le bâtiment n'est pas entretenu correctement pendant la guerre.
Il sert de morgue après 1944 et il est détruit en 1962.